# Církev Satanova
Církev Satanova (Church of Satan) je organizace vyznávající LaVeyův satanismus, který je dán satanskou biblí. Založena byla Antonem LaVeyem roku 1966 v San Franciscu.
Už v padesátých letech Anton LaVey založil skupinu Order of the Trapezoid. Mezi LaVeyovými spolupracovníky byli tehdy někteří science fiction a hororoví spisovatelé jako Stuart Palmer, Forrest J. Ackerman, Anthony Boucher či August Derleth. Tato skupina byla předchůdcem satanovy církve, která má v současné době stoupence a sympatizanty po celém světě.

## Kazatelé a kněžky Satanovi
- Anton Szandor LaVey (1966–1997)
- Blanche Barton (1997–2002)
- Peter H. Gilmore (od 2001)
- Peggy Nadramia (od 2002)

## Církev v České republice
V České republice se LaVeyovským satanismem zabývá např. První Česko-Slovenský Chrám Církve Satanovy, vedený Radou třinácti. Tento magický řád zahájil svou činnost v roce 2005. Mezi jeho nejvýznamnější osobnosti patří mistr a gnostický biskup Pavel Brndiar Tau-Paulus (dříve f. Archechempe), Pán meče Libor Hejtmánek f. Pluto, Pán meče Petr Krabs f. Samael.